# Eneagramska prekrižana antiprizma
| Eneagramska prekrižana antiprizma | Eneagramska prekrižana antiprizma |
| --------------------------------- | --------------------------------- |
|                                   |                                   |
| Vrsta                             | uniformni polieder                |
| Stranske ploskve                  | 2 eneagrama 18 trikotnikov        |
| Robovi                            | 36                                |
| Oglišča                           | 18                                |
| Konfiguracija oglišča             | 9/4.3.3.3                         |
| Wythoffov simbol                  | \| 2 2 9/5                        |
| Simetrija                         | D9h, [2+,18], (sup>*9), red 36    |
| Dualni polieder                   | eneagramski konkavni deltaeder    |
| Lastnosti                         | nekonveksna                       |
| Slika oglišč                      |                                   |

Eneagramska prekrižana antiprizma je v geometriji je ena v neskončni množici nekonveksnih antiprizem, ki jih sestavljajo trikotne stranske ploskve in dva pokrova, ki sta v tem primeru eneagrama {9/4}.
Od eneagramske antiprizme {9/4} se razlikuje samo v tem, da ima nasprotni orientaciji v dveh eneagramih.  